# Расмуссен, Флемминг
Фле́мминг Ра́смуссен (дат. Flemming Rasmussen; род. 1 января, 1958, Копенгаген) — датский музыкальный продюсер и звукоинженер, владелец студии Sweet Silence Studios в Копенгагене.

## Творческая биография
Расмуссен известен как продюсер трэш-метал группы Metallica и пауэр-метал группы Blind Guardian в их наиболее «классические» периоды. Он продюсировал альбомы Ride the Lightning, Master of Puppets, And Justice for All для Metallica, а также такие популярные альбомы, как Imaginations from the Other Side, The Forgotten Tales и Nightfall in Middle-Earth для немецкого пауэр-метал коллектива Blind Guardian. Лауреат премии «Грэмми» за сингл Metallica — One. В последние годы Флемминг сотрудничал с более экстремальными и андеграундными рок-группами, такими как Morbid Angel и Ensiferum. Также среди его известных работ числится сотрудничество с Artillery в работе над их альбомом By Inheritance.

### Сотрудничество

#### Blind Guardian
- Imaginations from the Other Side (1995) (продюсер, инженер, микширование, техник барабанов)[5][6]
- The Forgotten Tales (1996) (продюсер)[5][7]
- Nightfall in Middle-Earth (1998) (продюсер)[5][8]
- Memories of a Time to Come (2012) (продюсер)[5]
- A Traveler's Guide to Space & Time (2014) (инженер, продюсер)[5]

#### Ensiferum
- Iron (2004) (продюсер, инженер, микширование)[5]
- Two Decades of Greatest Sword Hits (продюсер, инженер, микширование)[5]

#### Metallica
- Ride the Lightning (1984) (продюсер, ассистент продюсера, инженер)[5]
- Master of Puppets (1986) (продюсер)[5]
- ...And Justice for All (1988) (продюсер, инженер, микширование)[5]
- Garage Inc. (1998) (микширование)[5]

#### Morbid Angel
- Covenant (1993)[5][9]

#### Rainbow
- Difficult to Cure (1981) (инженер)[5]
- The Very Best of Rainbow (1997) (инженер)[5]
- Catch the Rainbow: The Anthology (2003) (инженер)[5]

### Заслуги и достижения
Всего, более чем за 30 лет активной работы, Флемминг спродюсировал и выступил как студийный инженер примерно на 1000 различных альбомов.

## Личная жизнь
Флемминг женат с 1984 года, жену зовут Пернилла. Двое детей, Христина (1979) и Стайн (1987).

## Награды и премии
- Грэмми (1989) — Metallica — One